# Reverzní transkriptáza

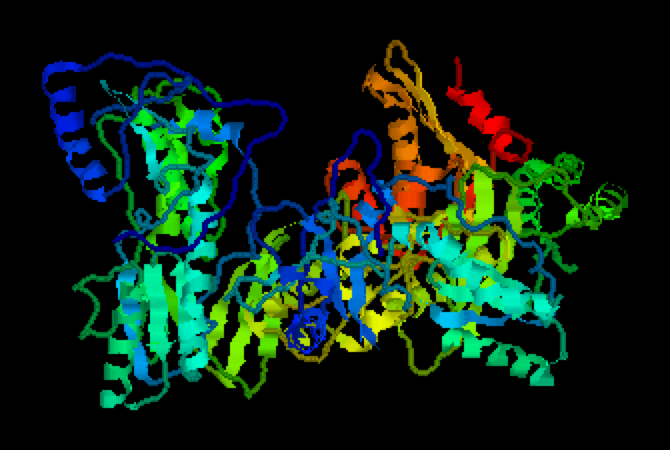
3D znázornění struktury reverzní transkriptázy viru HIV1

Reverzní transkriptáza (RNA-dependentní DNA polymeráza) je enzym, který katalyzuje proces přepisu genetické informace z ribonukleové kyseliny (RNA) do deoxyribonukleové kyseliny (DNA). Jedná se do jisté míry o výjimku z původního Crickova centrálního dogmatu molekulární biologie, které konstatuje, že RNA vzniká na základě DNA a nikoliv naopak.
Při přenosu genetické informace je obvyklý opačný postup – transkripce. Při něm se přenáší informace z DNA do RNA. Reverzní transkriptáza tedy katalyzuje obrácený směr přenosu. V praxi jde nejčastěji o přenos genetického kódu útočníka (viru) do hostitele (napadené buňky).
Reverzní transkriptáza je enzym, který se účastní syntézy DNA, a proto patří mezi DNA polymerázy. Enzym reverzní transkriptázu si osvojily zejména různé viry. Na druhou stranu i lidská telomeráza je v podstatě reverzní transkriptáza.

## Historie
Enzym reverzní transkriptáza byl objeven roku 1970. Izoloval jej Howard Termin na University of Wisconsin-Madison v RSV virionech a nezávisle na tom jej v témže roce izoloval i David Baltimore na MIT ze dvou RNA nádorových virů – R-MLV a RSV. Tento objev znamenal revoluci[zdroj?] v oboru molekulární biologie a vedl k položení základů pro studium a pochopení retrovirologie a nádorových onemocnění. Následné studium reverzní transkriptázy vedlo k objasnění mechanismu replikace retroviru, objevení onkogenů, nástupu molekulárního klonování, výzkumu lidských rakovinových virů a objevení a léčení HIV/AIDS.
Za svůj objev oba dva obdrželi roku 1975 Nobelovu cenu za fyziologii nebo medicínu (společně i s Renato Dulbeccem).

## Funkce u virů
Úkolem reverzní transkriptázy je přenést genetickou informaci obsaženou ve zdrojové RNA do DNA hostitele. Tento proces se jmenuje reverzní transkripce a využívají jej retroviry, jejichž nejznámější představitel je virus HIV – původce onemocnění AIDS. Reverzní transkriptáza nebývá přítomna v napadené buňce a proto si ji retroviry přinášejí s sebou ve svém těle (virionu).

## Použití
V laboratorní praxi se tento enzym používá, je-li třeba přenést určitý řetězec RNA do DNA. Následně může být v polymerázových řetězových reakcích taková DNA rychle zmnožena. Znalostí principů, jak funguje reverzní transkriptáza, se využívá při přípravě léků proti retrovirům, konkrétně proti HIV. Tyto látky se někdy souhrnně nazývají inhibitory reverzní transkriptázy.